# Rasta Revolution

Rasta Revolution est une réédition de l'album Soul Rebels, regroupant douze morceaux enregistrés par les Wailers (Bob Marley, Peter Tosh, Bunny Livingston) pour Lee Perry entre août et décembre 1970.
L'ordre des chansons est changé, la version instrumentale My Sympathy a été retirée et les morceaux 400 Years et Duppy Conqueror (qui figure sur l'album Soul Revolution Part II) ont été ajoutées. Rasta Revolution contient donc treize titres. Il a été édité par Trojan Records en 1974 pour le marché international.

## Titres
Face A
1. Mr. Brown
2. Soul Rebel
3. Try Me
4. It's Alright
5. No Sympathy
6. My Cup

Face B
1. Duppy Conqueror
2. Rebel's Hop
3. Corner Stone
4. 400 Years
5. No Water
6. Reaction
7. Soul Almighty